# Août 1938

## Événements
- Lors d’une entrevue avec Hitler à Kiel, le régent hongrois Miklós Horthy refuse de se joindre à une attaque contre la Tchécoslovaquie.

- 3 aout : un envoyé spécial du Royaume-Uni arrive à Prague en qualité de médiateur.
- 7 aout : Eduardo Santos, président en Colombie (fin en 1942).
- 10 aout : inauguration de la ligne aérienne d'Air France reliant Marseille et Hong Kong en cinq jours.
- 15 aout : Grand Prix automobile de Pescara.
- 16 aout, Espagne : nouvelle crise politique républicaine. Troisième gouvernement Juan Negrín.
- 18 aout : premier vol du Bloch MB.151 à Villacoublay.
- 21 aout : 
  - discours de Daladier : « Il faut remettre la France au travail ». Assouplissement de la loi sur la semaine de quarante heures.
  - Grand Prix automobile de Suisse.
- 27 aout : à Bonneville Salt Flats, George E. T. Eyston établit un nouveau record de vitesse terrestre : 556,00 km/h.
- 28 aout[1] (Mexique) : création de la Confédération nationale des paysans (Confederación Nacional Campesina, CNC).

## Naissances
- 2 août : Michael John Brougham, pair et homme politique britannique.
- 4 aout : Burk Uzzle, photographe américain.
- 5 aout : Jean-Pierre Michel, magistrat et homme politique français († 24 janvier 2021).
- 8 aout : Connie Stevens, actrice et chanteuse.
- 9 aout :
  - Rod Laver, joueur de tennis australien.
  - Pierre Santini, comédien, metteur en scène et directeur de théâtre franco-italien.
- 13 août : Oscar Ghiglia, musicien italien († 3 mars 2024).
- 15 aout : Stephen Breyer, juge à la Cour suprême des États-Unis depuis 1994.
- 19 août : Joe Frank, animateur de radio, acteur américain d'origine française († 15 janvier 2018).
- 17 août : Trina Robbins, autrice de bande dessinée américaine († 10 avril 2024).
- 18 août : Mykhailo Kouchnerenko, homme politique ukrainien († 2 avril 2021).
- 20 aout : Jean-Loup Chrétien, premier spationaute français.
- 25 aout : 
  - David Canary, acteur américain († 16 novembre 2015).
  - Frederick Forsyth, écrivain britannique († 9 juin 2025).
- 26 août : 
  - Jet Black, batteur britannique († 6 décembre 2022).
  - Marcello Gandini, ingénieur designer automobile italien († 13 mars 2024).
- 27 août : Xabier Zumalde, Militant nationaliste basque-espagnol († 5 novembre 2023).
- 28 aout : Paul Martin, premier ministre du Canada.

## Décès
- 31 aout : Manolo Bienvenida, matador espagnol (° 23 novembre 1912).